# Brasilien i olympiska vinterspelen 2002
Brasilien deltog i olympiska vinterspelen 2002. Brasiliens trupp bestod av 10 idrottare, 8 män och 2 kvinnor. Den äldsta deltagaren var Franziska Becskehazy (36 år, 6 dagar) och den yngsta var Nikolai Hentsch (18 år, 196 dagar).

## Resultat

### Alpin skidåkning
- Storslalom herrar
  - Nikolai Hentsch - ?
- Storslalom damer
  - Mirella Arnhold - 48

### Bob
- Fyra-manna
  - Eric Maleson, Matheus Inocêncio, Edson Bindilatti & Cristiano Rogério Pães - 27

### Längdskidåkning
- 50 km herrar
  - Alexander Penna - 57
- 10 km damer
  - Franziska Becskehazy - 57

### Rodel
- Singel herrar
  - Ricardo Raschini - 45
  - Renato Mizoguchi - 46